# NGC 6805
NGC 6805 је елиптична галаксија у сазвежђу Стрелац која се налази на NGC листи објеката дубоког неба.
Деклинација објекта је - 37° 33' 14" а ректасцензија 19h 36m 45,8s. Привидна величина (магнитуда) објекта NGC 6805 износи 13,3 а фотографска магнитуда 14,3. NGC 6805 је још познат и под ознакама ESO 338-14, MCG -6-43-2, PGC 63413.